# Seymour, Connecticut
Seymour är en kommun (town) i New Haven County i delstaten Connecticut, USA med cirka 15 454 invånare (2000).